# Nghệ thuật Việt Nam thời Mạc

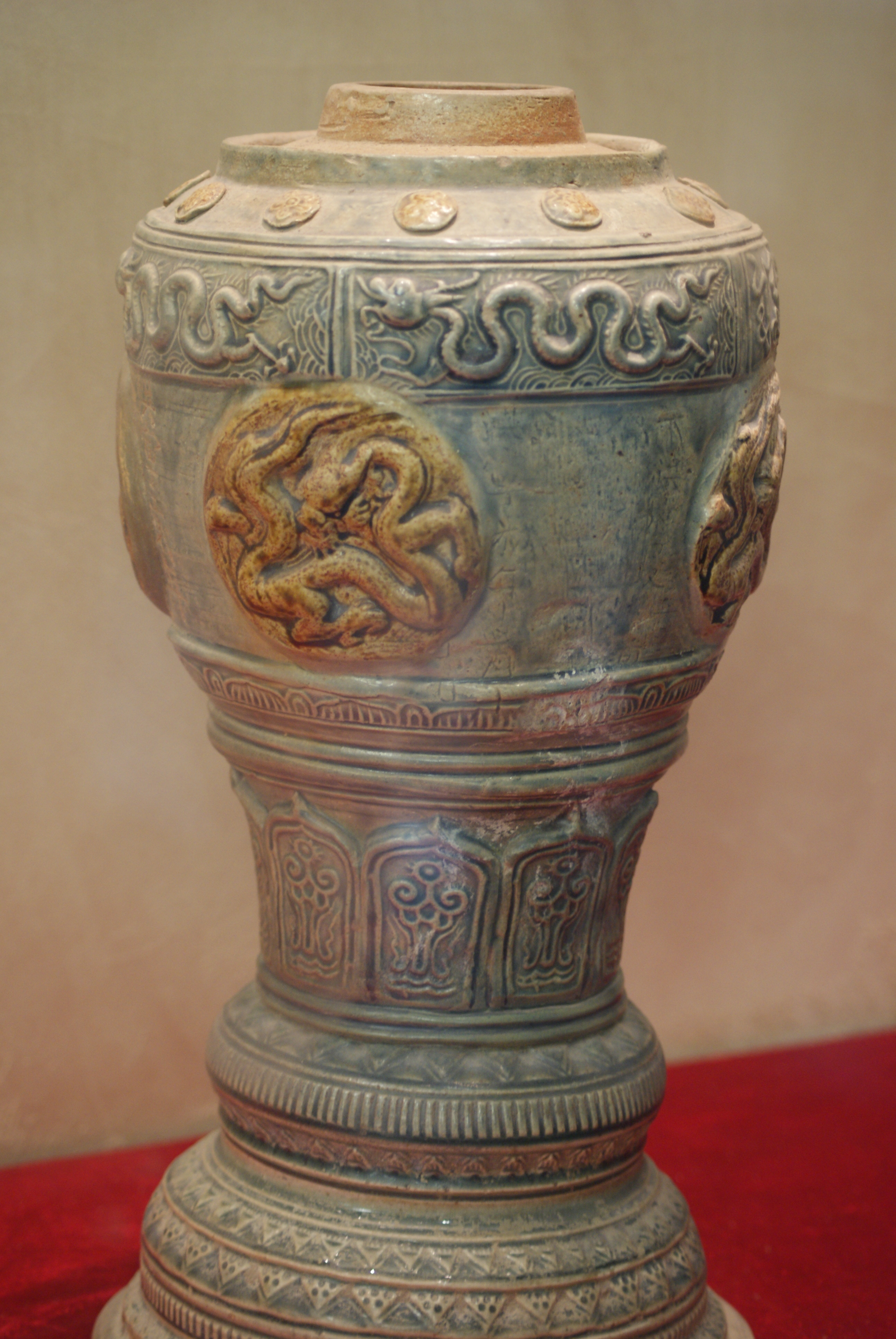
Chân đèn trang trí họa tiết rồng thời Mạc

Nghệ thuật Đại Việt thời Mạc phản ánh các thành tựu về nghệ thuật của nước Đại Việt dưới thời nhà Mạc từ năm 1527 đến năm 1592.
Nghệ thuật thời Mạc chủ yếu là trong lĩnh vực kiến trúc và điêu khắc, thể hiện ở những công trình xây dựng trong cung đình, chùa chiền và tại các làng xã còn di tích đến ngày nay và được phản ánh trên các văn bia.

## Kiến trúc

### Cung đình
Tại Thăng Long, nhà Mạc tiếp quản gần như toàn bộ các công trình cung điện của nhà Hậu Lê để lại, không xây cất thêm nhiều và cũng ít tu bổ. Một trong những lý do Thăng Long ít được xây cất và tu bổ vì chiến sự xảy ra thường xuyên, các vua Mạc nhiều lần phải chạy về Dương Kinh trước sự uy hiếp của Nam triều.
Những công trình cung đình quan trọng thời Mạc chủ yếu ở Dương Kinh (nay thuộc Hải Phòng) - quê hương nhà Mạc. Tại Dương Kinh, Mạc Thái Tổ sai xây dựng điện Phúc Huy, điện Hưng Quốc, điện Sùng Đức. Ngoài ra tại Cổ Trai, nhà Mạc cho xây dựng cung điện nguy nga làm chỗ triều kiến quan lại. Vùng Dương Kinh còn tập trung nhiều lăng mộ vua nhà Mạc, nhưng đến khi nhà Lê trung hưng đã phá huỷ toàn bộ các công trình kiến trúc tại khu vực này.

### Chùa, đạo quán
Tính trong tổng số 195 công trình thời Mạc thì 142 công trình kiến trúc là chùa, chủ yếu là tôn tạo. Tiêu biểu nhất trong các công trình thời kỳ này là chùa Bà Tấm ở Gia Lâm (Hà Nội) xây dựng từ thời Lý, chùa Cập Nhất ở Thanh Hà (Hải Dương) xây thời Lý; chùa Bối Khê ở Thanh Oai (Hà Nội) xây dựng từ thời Trần, chùa Trăm Gian ở Chương Mỹ (Hà Nội) xây dựng từ thời Lý, chùa Phổ Minh ở Nam Định (Nam Định) xây từ thời Trần…
Theo con số thống kê của các nhà nghiên cứu, công trình xây và tu bổ chùa thời Mạc gồm có: Hải Phòng 27 chùa; Hải Dương và Hưng Yên 36 chùa; Hà Tây cũ 28 chùa.
Ba đạo quán có dấu tích từ thời Mạc còn đến nay là quán Hưng Thánh, quán Hội Linh và quán Linh Tiên đều nằm trên địa phận Hà Nội. Ngoài ra, các nhà nghiên cứu qua tư liệu văn bia cũng xác định một số công trình đạo quán khác được trùng tu thời kỳ này gồm quán Thụy Ứng, quán Đế Thích, quán Chân Thánh (Hưng Yên), quán Viên Dương (Hà Nội), quán Tiên Phúc (Hải Dương). Bố cục bài trí và kiến trúc các đạo quán này về đại thể tương đồng với các chùa miếu đương thời.

### Đình làng
Trong các loại hình kiến trúc cổ Việt Nam, đình làng là loại hình mang nhiều nét bản địa nhất. Đình làng trước kia để làm nơi nghỉ ngơi, nhưng bắt đầu có tư cách là trung tâm hành chính, sinh hoạt cộng đồng làng xã của người dân từ thời nhà Mạc.
Hai ngôi đình nổi tiếng nhất thời kỳ này là đình Đông Lỗ (xây năm 1576) và đình Tây Đằng (xây năm 1583). Ngoài ra, còn các đình Thổ Hà (Việt Yên, Bắc Giang), Thanh Lũng (Ba Vì, Hà Nội), Thụy Phiêu (Ba Vì, Hà Nội) và La Phù (Thường Tín, Hà Nội). Tuy nhiên, qua nhiều lần trùng tu, dấu tích từ thời Mạc không còn.
Bố cục của đình làng khá đơn giản, gồm một toà đình hình chữ nhật với một gian hai chái (đình Tây Đằng, Thanh Lũng) hoặc ba gian hai chái (đình Lỗ Hạnh, Thổ Hà). Gian giữa là nơi tiến hành nghi lễ khi rước bài vị thần từ miếu trở về, hai bên là nơi hội họp và làm lễ hội. Trừ phần mái, các phần khác của đình đều làm bằng gỗ, được chạm khắc khá tinh xảo. Các hình khắc chạm khá phong phú như rồng, phượng, hoa sen hoặc mô tả cảnh sinh hoạt, hội hè.

## Điêu khắc

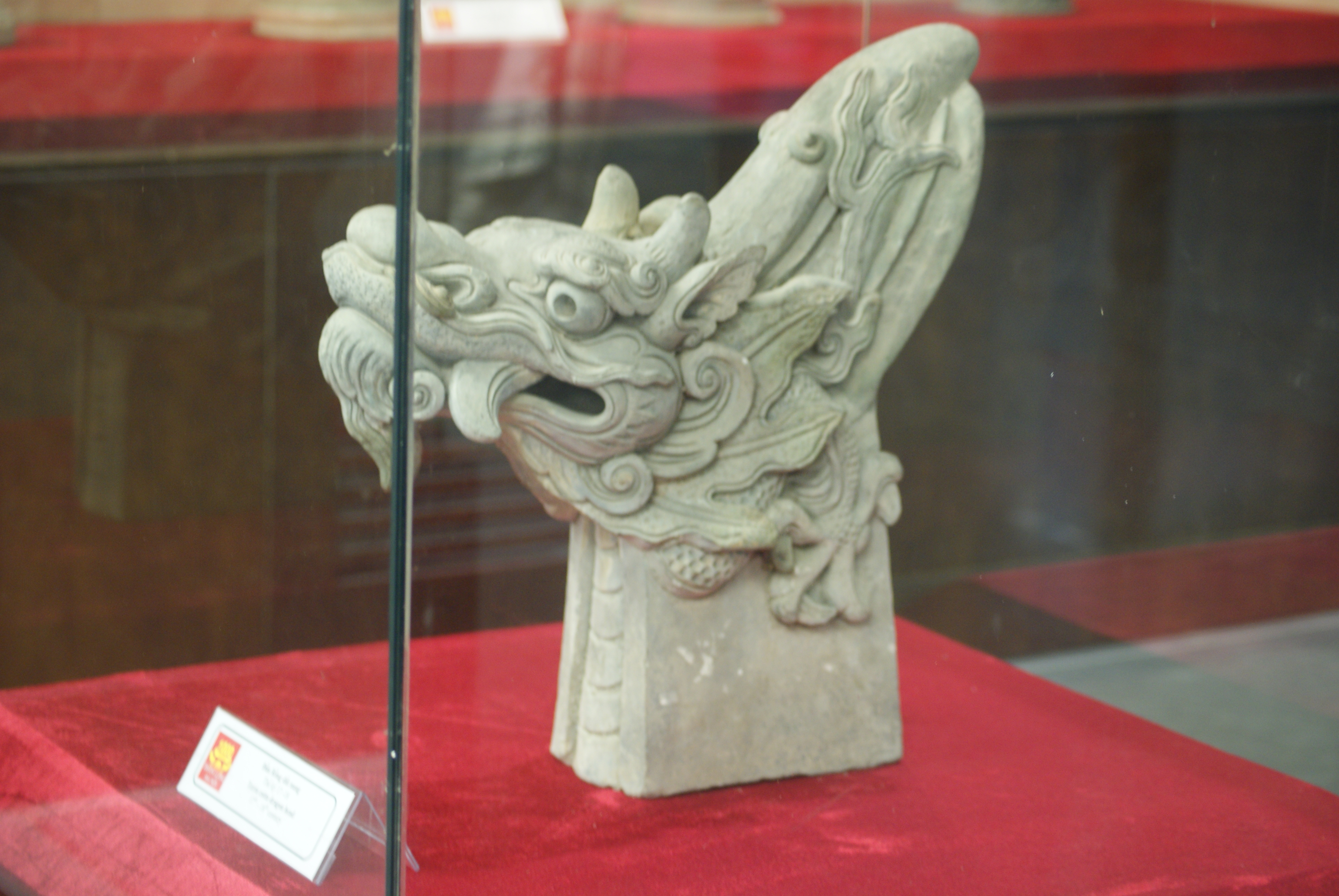
Tượng rồng đá thời Mạc thế kỷ 16

Điêu khắc thời Mạc khá phát triển, chất liệu và loại hình khá phong phú, chủ yếu là từ gỗ mít và gỗ vàng tâm.
Các nhà nghiên cứu hiện thống kê được tượng 30 chùa làm thời Mạc. Về cơ bản, các tượng thời Mạc mang nhiều nét gần gũi, mang tính nhân bản cao và kế thừa nhiều nét từ thời nhà Lý với những khuôn mặt hiền dịu, vai nở, bụng thon nhỏ. Các loại tượng thời Mạc gồm có:
- Tượng Tam thế: theo quan niệm nhà Phật, Tam thế bao gồm quá khứ, hiện tại, vị lai. Các chùa có tượng Tam thế thời Mạc là chùa Nành, chùa Lệ Mật, chùa Thầy (đều ở Hà Nội), kích thước xấp xỉ người thực với các quý tướng được thể hiện đầy đủ. Ba tượng chung tư thế ngồi "kiết già".
- Tượng Quan Âm: có khá nhiều, tại các chùa Đông Ngộ (Hải Dương) tạc năm 1582, chùa Thượng Chủng (Vĩnh Phúc) tạc năm 1592, chùa Đa Tốn (Hà Nội), chùa Hội Hạ (Vĩnh Phúc), chùa Bối Khê (Hà Nội), Tam Giáo, Khôi Khê (Thái Bình)... Hình đặc trưng của tượng Quan Âm là nghìn mắt nghìn tay tượng trưng cho pháp thuật vô biên, khả năng cứu khổ cứu nạn cho chúng sinh khắp thế gian. Tượng có kích thước xấp xỉ bằng người thực.
- Tượng Ngọc Hoàng: Ngọc hoàng trong các tượng thời Mạc là biểu tượng của Đế Thích vốn có từ thời Lý dưới ảnh hưởng của Đạo giáo. Tượng này tìm thấy chưa nhiều[7].
- Tượng Tứ pháp: với nhu cầu cầu mong mưa thuận gió hòa của nhân dân, có tượng Pháp Lôi ở chùa Nhạc Miếu, được đưa về chùa Thái Lạc (Hải Dương).
- Tượng các nhân vật thần thoại: gồm có tiên nữ múa (Apsara), nhạc công (Gandhava), nữ thần đầu người mình chim (Kinnari). Các bức tượng tiên nữ được khắc có dáng hình mềm mại, gương mặt trái xoan, trước ngực có dãy yếm hình khánh, tai đeo hoa tai, các nếp vải áo dài lướt phía sau, có cặp cánh gắn sau lưng[7].
- Tượng chân dung: Trong chùa thời Mạc còn tạc tượng những người có công đức xây dựng chùa. Chùa Trà Phương (Hải Phòng) có tượng Mạc Thái Tổ cao 0,75 mét, dáng dấp gần giống tượng Ngọc Hoàng ở chùa Ngọ (Hà Nội). Ngoài ra còn có tượng công chúa cao 0,74 mét, ngồi trên đài sen dáng vẻ trầm tư, tĩnh tại. Nhà tổ chùa Phổ Minh (Nam Định) có tượng chân dung bà chúa Mạc từng tu hành tại chùa này.

Tượng thờ trong các đạo quán có hệ thống khá hoàn chỉnh, trước hết là tượng Tam Thanh, Tứ Ngự và Ngũ lão quân; ngoài ra còn một số tượng khác như Thánh phụ, Thánh mẫu, Ngọc Hoàng đại đế, Nam Tào, Bắc Đẩu, Kim Đồng, Ngọc Nữ.
Ngoài điêu khắc trên gỗ, thời Mạc còn có điêu khắc trên đá. Nhiều hình điêu khắc gỗ và đá thể hiện cảnh sinh hoạt bình dân trong các đình và chùa như cảnh săn bắn, đấu hổ, đi thuyền du ngoạn, người phụ nữ gánh nước, đẽo cày, đá ẩu,...
Một chủ đề nữa trong điêu khắc thời Mạc là khắc hình thiên nhiên như thú vật (hươu, nai, lân, hổ, voi...), hoa lá, sông nước, mây trời và hình rồng, phượng. Về mặt cấu trúc chung, rồng thời Mạc có thân dài uốn khúc, dáng khá đa dạng; hình phượng giống con gà trống mỏ lớn, thân đậm chắc, lông cánh hiện thực, đuôi nhiều dải dài bay về phía sau. Các hình rồng, phượng được đánh giá là giản đơn và bớt những tình tiết kỳ dị thường thấy ở thời Lý, Trần.

## Nhận định
Về mặt kỹ pháp, nghệ thuật thời Mạc được xem là chịu ảnh hưởng mạnh mẽ của thời Trần và có một số đặc điểm kế tục từ thời Lê sơ. Sự đổi mới về phong cách dẫn tới những biến đổi vươn mạnh tới sự tả thực gần gũi nhân tính. Bố cục tự do làm tăng tính tự nhiên cho việc thể hiện đề tài. Lối bố cục này cho phép người tạo hình tận dụng mọi khoảng trống trong kiến trúc.
Các nhà nghiên cứu đánh giá: nghệ thuật kiến trúc và điêu khắc thời Mạc tạo một bước ngoặt lớn trong lịch sử nghệ thuật Việt Nam.